# أوياس (إيطاليا)

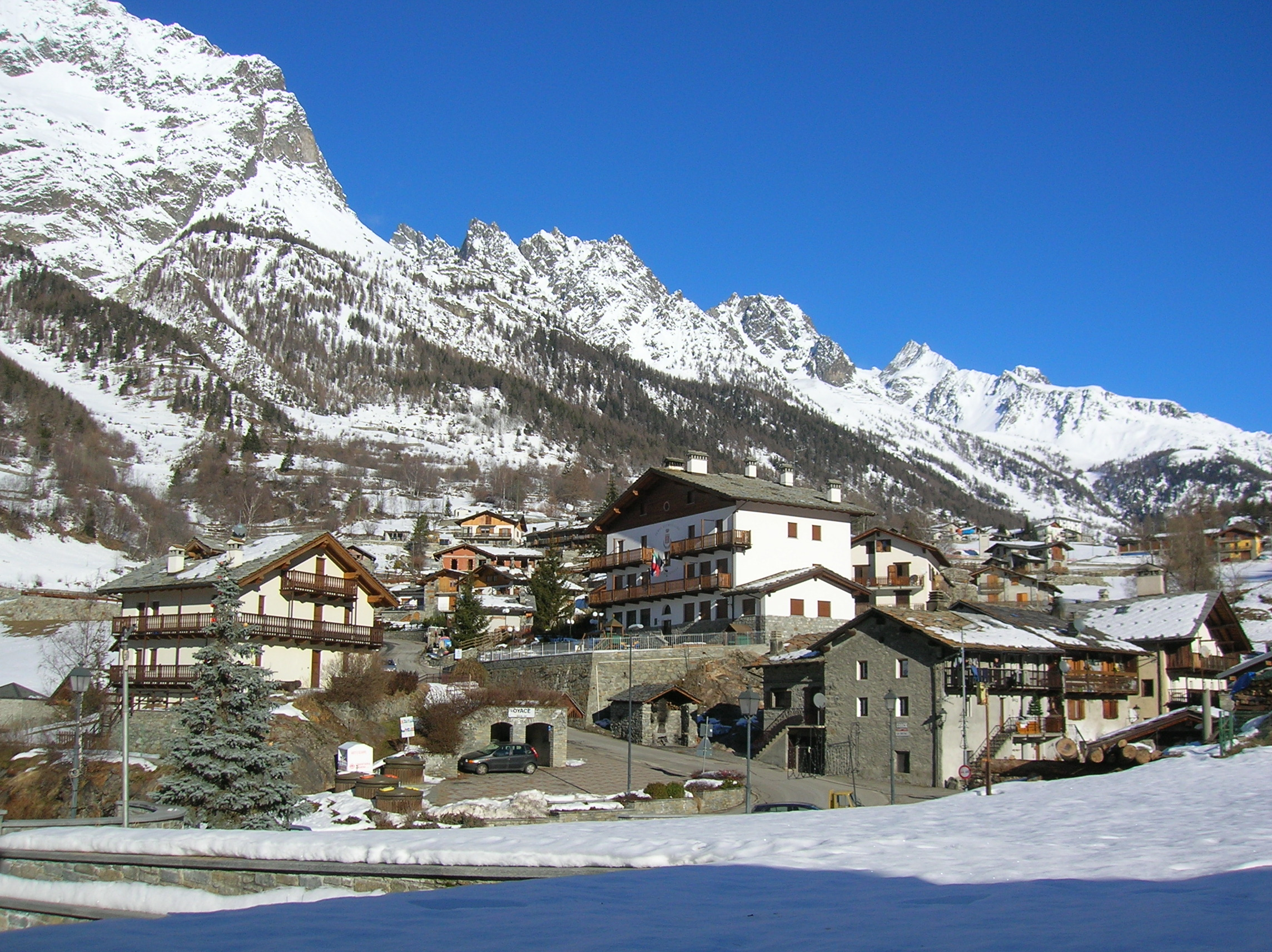
المدينة في فصل الشتاء

أوياس ( فالدوتان: Oyase ) وهي بلدة وكومونا في منطقة وادي أوستا في شمال غرب إيطاليا.